# Wu Surong
Pour les articles homonymes, voir Wu.
Wu Surong née le 13 mai 2000, est une joueuse chinoise de hockey sur gazon.

## Carrière
Elle a fait ses débuts en janvier 2022 à Mascate pour concourir à la Coupe d'Asie 2022.